# SN 2007ue
SN 2007ue – supernowa typu Ia odkryta 11 listopada 2007 roku w galaktyce A010909-0014. Jej jasność pozostaje nieznana.